# Герстер, Отмар
Отмар Герстер (нем. Ottmar Gerster; 29 июня 1897, Браунфельс, земли Гессен — 1 сентября 1969, Борсдорф, ГДР) — немецкий композитор, музыкант, дирижёр и педагог, который в 1948 году стал ректором Веймарской Высшей школы музыки. Профессор. Член Немецкой академии искусств в Берлине (с 1950). Председатель Союза композиторов ГДР (1951—1960). Лауреат Национальной премии ГДР 2-й степени (1951).

## Биография
Родился в семье врача-невролога и пианистки. С 1913 г. обучался в консерватории Хоха во Франкфурте-на-Майне, где его педагогами были Б. Зеклес (композиция, 1913—1916) и А. Ребнер (скрипка, 1919—1921).
В 1916—1918 гг. его музыкальное образование было прервано, в связи с призывом на военную службу, обучение закончил в 1920 году.
С 1921 года работал во Франкфуртском симфоническом оркестре, первоначально как концертмейстер, а в 1923—1927 в качестве сольного альтиста.
В 1920-е годы присоединился к рабочему движению, участвовал в организации рабочих хоровых коллективов. До 1933 и после 1945 — руководитель рабочих хоров.
В 1927—1947 гг. преподавал в Университете искусств Фолькванг в Вердене, вёл классы игры на скрипке, альте, камерной музыки, теории музыки и композиции.
Профессор музыкальной теории и композиции в Высшей школе музыки в Веймаре (1947—1952, в 1948—1951 — директор) и Лейпцигской высшей школе музыки и театра (1952—1962).

## Творчество
Оказал влияние на движение за возрождение хорового пения в Германии. В ранних сочинениях был близок к экспрессионизму и неоклассицизму, в поздний период стремился к созданию произведений, основанных на музыкальном фольклоре (главном образе — в операх). В музыке О. Герстера использован современный полифонический язык, сложные гармонии сочетаются с простой, легко запоминающейся мелодией.

## Избранные сочинения
оперы
- Мадам Лизелотта (1933),

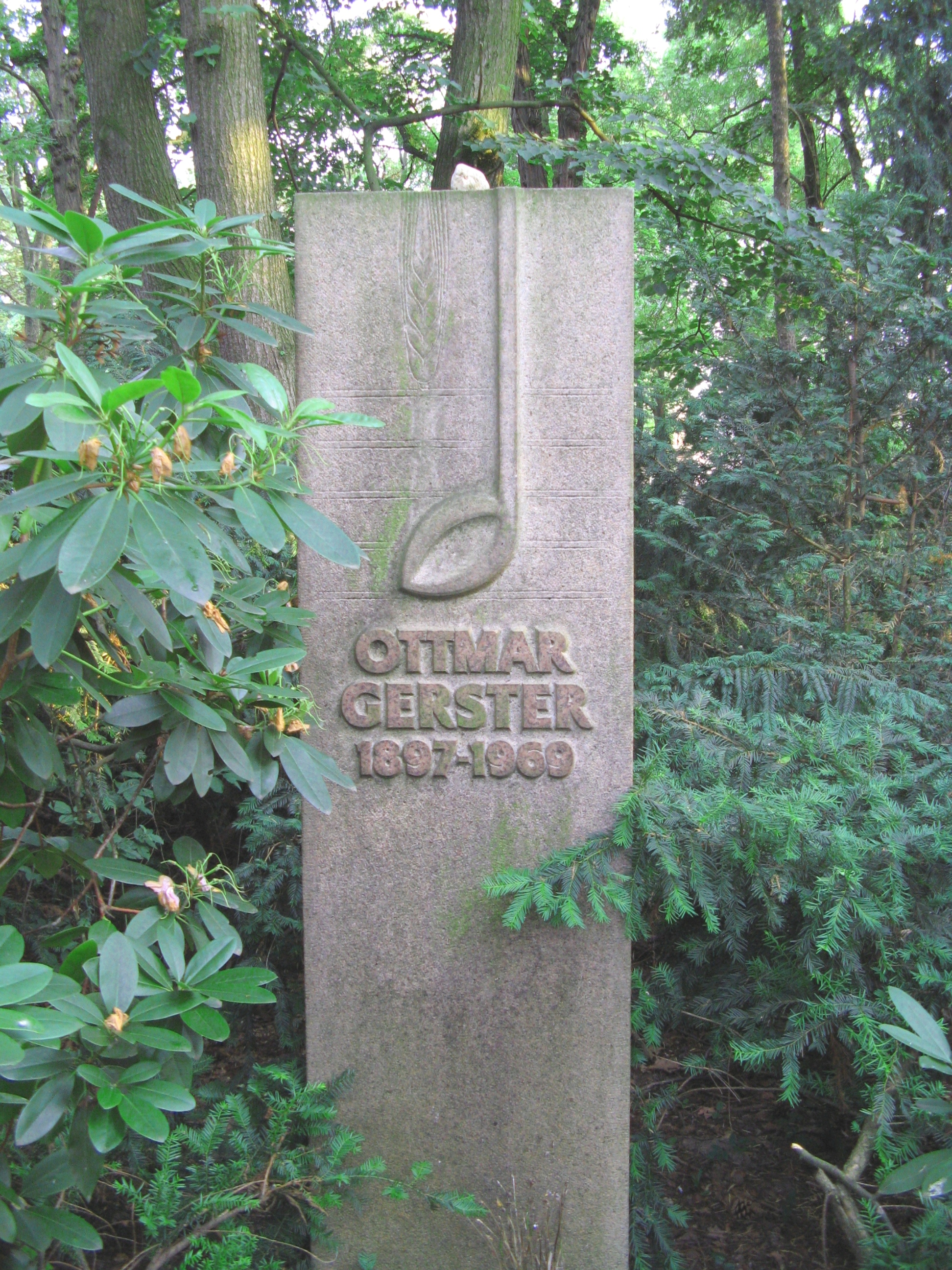
Могила О. Герстера в Лейпциге

- Енох Арден (1936, около 100 постановок в различных театрах),
- Ведьма из Пассау (1941),
- Заколдованное «я» (1949),
- Весёлый грешник (1963);

балет
- Вечный круг (1939);

кантаты
- Песня о рабочем человеке (1929),
- Защитники жизни (1952) и др.;

для оркестра
- Праздничная музыка (1931),

симфонии
- Маленькая, 1931,
- Тюрингская, 1952,
- Лейпцигская, 1965),
- Дрезденская сюита (по картинам национальной галереи, 1958),

концерты для разных инструментов с оркестром;
камерные сочинения;
хоры, циклы песен
- Верхнегессенские крестьянские танцы (1938).